# Campeonato manomanista 2010
La LXV edición del Campeonato manomanista, máxima competición de pelota vasca en la variante de pelota mano profesional de primera categoría, se disputó en el año 2010. Era la octava edición organizada por la LEPM (Liga de Empresas de Pelota Mano), compuesta por las dos principales empresas dentro del ámbito profesional de la pelota mano, Asegarce y ASPE.
La final la disputaron Yves Salaberri y Juan Martínez de Irujo, siendo el vencedor este último con un tanteo de 22-13.

## Pelotaris
| - Pelotaris de Asegarce: - Bengoetxea VI (Grupo A) - Olaizola I (Grupo A) - Olaizola II (Grupo B) - Patxi Ruiz (Grupo B) - Arretxe II (sustituto de Olaizola II) |  | - Pelotaris de ASPE: - Barriola (Grupo A) - Martínez de Irujo (Grupo A) - Gonzalez (Grupo B) - Xala (Grupo B) - Retegi Bi (sustituto de Gonzalez) |

## Fase previa
| Fecha    | Frontón y localidad | Rojo       | Azul   | Tanteo |
| -------- | ------------------- | ---------- | ------ | ------ |
| 10/04/10 | Labrit, Pamplona    | Patxi Ruiz | Begino | 22-12  |

## Liguilla de cuartos de final
| Fecha | Frontón y localidad | Rojo | Azul | Tanteo |
| ----- | ------------------- | ---- | ---- | ------ |

## Semifinales
| Fecha    | Frontón y localidad | Rojo              | Azul       | Tanteo |
| -------- | ------------------- | ----------------- | ---------- | ------ |
| 05/06/10 | Labrit, Pamplona    | Olaizola I        | Xala       | 14-22  |
| 06/06/10 | Astelena, Éibar     | Martínez de Irujo | Patxi Ruiz | 22-06  |

## Final
| Fecha    | Frontón y localidad | Rojo              | Azul | Tanteo |
| -------- | ------------------- | ----------------- | ---- | ------ |
| 20/06/10 | Ogueta, Vitoria     | Martínez de Irujo | Xala | 22-13  |

- Datos: Q11680475